# Caecilia tentaculata
Caecilia tentaculata é uma espécie de anfíbio da família Caeciliidae. Pode ser encontrada no Brasil, Peru, Equador, Colômbia, Venezuela, Guiana, Suriname e Guiana Francesa.